# 女子国際ボクシング協会
女子国際ボクシング協会（じょしこくさいボクシングきょうかい、Women's International Boxing Association / WIBA）は女子ボクシングの世界王座認定団体。
なお、男子の王座認定団体である国際ボクシング協会（略称IBA）とは無関係である。

## 歴史・概要
2000年7月にライアン・ウィソーとルイス・ベロによって設立される。ベロは当時男子マイナー団体のユニバーサルボクシング評議会（UBC）会長であったが、WIBAとUBCは別組織として運営されている。
設立に当たり、1999年6月に遡りジーン・マルチネスを最初の世界王者（ライト級）、続いて2000年5月に行われた試合に勝利したキャシー・コリンズを2人目の世界王者（スーパーライト級）にそれぞれ認定した。
女子単独団体の中での歴史は浅いが、現在では加盟国は50数ヶ国に上り、国際女子ボクサー協会（IFBA）などとともに女子プロボクシングのメジャータイトルとされていて、多くの名チャンピオンが名を連ねている。2004年のWBAを皮切りに男子メジャー4団体（WBA・WBC・IBF・WBO）が相次いで女子王座を認定するに連れてWIBAの王座戦は次第に数を減らしていくが、IFBAなどが活動休止に至る中でも女子国際ボクシング連盟（WIBF）とともにタイトル認定を継続している。
女子プロボクシング最軽量級であるアトム級（102ポンド）を初めて設立したのもWIBAである（当初はミニマム級と呼ばれていた。一方で105ポンド（WBAなどのミニマム級に該当）はミニフライ級と呼ばれている）。また、男子プロボクシングで数多くの世界王者を輩出してきたフィリピンにおいて女子ボクシングはアマチュアこそ既に盛んであったもののプロは長らく違法であったが、WIBAはフィリピン国内におけるすべてのプロスポーツを統括する競技娯楽委員会（GAP）と協力し、女子プロボクシング解禁へと導いた。さらにガイアナとマカオではそれぞれ初の公認タイトルマッチを男女問わずWIBAが責任を果たした。
基本的に認定団体の元で1試合でも行っていれば世界ランク入りするシステムとなっており、かつては軽量級では50人以上のランカーがいる階級も存在していたが、現在は最大30位までの発表となっている。逆にWIBAが認可されていない国の選手がランク入りすることは原則的にない（ただしWIBA認可国の相手と対戦している場合はこの限りでない）。また、他団体（メジャー4団体とIBO）の王者もランカーとして名を連ねている。
WIBAルールでは、かつて王座決定戦において判定がマジョリティ・ドロー（1-0の引き分け）となった場合、1人が支持した方をチャンピオンに認定していたが、2005年ごろに廃止された。
キックボクシングの王座認定も行っており、これは女子国際キックボクシング協会が担当している。また、男子メジャー団体のようにインターコンチネンタル、インターナショナル、アメリカ大陸、ユース王座の認定も行っており、下部組織も複数存在する。さらに、WBA・WBO同様のスーパー王座制度もある。

## 日本との関連
日本では日本ボクシングコミッション（JBC）が女子を解禁する前に存在した旧日本女子ボクシング協会（JWBC）が正式に認可しており、唯一国内で世界タイトルマッチを行える団体であった。JWBC時代にはライカ（後の風神ライカ）、袖岡裕子、池山直の3人のWIBA世界王者が誕生している。
現在のJBCではWIBAを認可していないため、現時点では日本の選手がWIBA王座に挑戦するのは原則不可能である。例外的に2010年4月にトリニダード・トバゴにて多田悦子とリア・ラムナリンの間でWBA王座統一戦と兼ねる形でWIBA王座決定戦が行われた。しかし引き分けのためWIBA王座獲得には至らなかった。その後、2018年3月に韓国で日向野知恵が李恩惠の持つフライ級王座に挑戦しているが、判定負けで王座獲得はならなかった。2024年3月に吉川梨優那が韓国でミニマム級王座に挑むが引き分けでやはり王座獲得はならなかった。
JBCの女子公認時、日本の選手はランキングから一人残らず外れたが、多田がタイトルマッチに出場した辺りから再びランクに名を連ねる選手が現れるようになり、2012年3月のランキングでは、藤岡奈穂子がミニフライ級1位となり、他にミニマム級（現アトム級）に黒木優子、神田桃子がランカーに入っていた。2013年1月のランキングでは日本の選手は入っていない。
一方で、タイを拠点としてプロ活動している森本圭美が2010年にWIBAインターナショナル王座に挑戦している。また、吉田実代はニューヨーク移住後にバンタム級でランカーとなっている。

### 団体
- 国際女子ボクサー協会 (IFBA)
- 女子国際ボクシング連盟 (WIBF)
- 国際女子ボクシング連盟 (IWBF)
- 女子国際ボクシング評議会 (WIBC)
- 国際ボクシング協会 (IBA)
- 世界ボクシング協会 (WBA)
- 世界ボクシング評議会 (WBC)

### 下部組織
- 女子アジアボクシング協会（Womens Asian Boxing Association / WABA）
- 女子カリブボクシング協会（Womens Caribbean Boxing Association / WCBA）
- 女子ヨーロッパボクシング協会（Womens European Boxing Association / WEBA）
- ラテン女子ボクシング連盟（Federation of Latin Female Boxing / FEDELATINA）

### 王者一覧表
- 女子国際ボクシング協会世界王者一覧